# Jacques Monclar
Jacques Monclar (* 2. April 1957 in Neuilly-sur-Seine) ist ein ehemaliger französischer Basketballspieler und -trainer.

## Laufbahn
Monclars Karriere als Berufsbasketballspieler dauerte von 1977 bis 1989 an. Er spielte für den Racing Club de France (1977/78), ASVEL Villeurbanne (1978 bis 1982 sowie 1983 bis 1986), SCM Le Mans (1982/83), Limoges CSP (1986 bis 1988) sowie den Club d’Antibes (1988/89). Er gilt gemeinsam mit Hervé Dubuisson als einer der besten französischen Basketballspieler seiner Zeit. Der 1,93 Meter große Aufbauspieler wurde 1981 und 1988 französischer Meister, 1988 gewann er mit Limoges den Europapokal der Pokalsieger.
Monclar, dessen Vater Robert ebenfalls Nationalspieler war, bestritt 201 Länderspiele für Frankreich. 1984 nahm er mit der französischen Nationalmannschaft an den Olympischen Sommerspielen teil.
Als Trainer führte er Antibes 1991 und 1995 zum Gewinn der französischen Meisterschaft und JDA Dijon Basket 1996 zum Pokalsieg. Antibes trainierte er von 1989 bis 1996 sowie von 2000 bis 2002, in Dijon war er in der Saison 2005/06 im Amt. Er arbeitete ebenfalls als Trainer bei Pau-Orthez (1997/98), CSP Limoges (1998/99) und Paris Basket (2003/04).
Monclar, dessen Reibeisenstimme zu seinem Markenzeichen wurde, kommentierte das Basketballgeschehen für die Rundfunksender Europe 1 und RMC Sport sowie die Sportzeitung L’Équipe. Bis 2013 trat er beim Fernsehsender Canal+ bei Basketballübertragungen als Experte auf, 2013 wechselte er in derselben Funktion zum Sender beIN Sport.